# Panopsis sessilifolia
Panopsis sessilifolia är en tvåhjärtbladig växtart som först beskrevs av L. C. Rich., och fick sitt nu gällande namn av Noel Yvri Sandwith. Panopsis sessilifolia ingår i släktet Panopsis och familjen Proteaceae. Inga underarter finns listade i Catalogue of Life.